# Lipovica (Leskovac)
Lipovica ist ein Dorf in der Gemeinde Leskovac in Serbien. Laut der Volkszählung aus dem Jahr 2011 beträgt die Einwohnerzahl 1149. 2011 lebten in Dorf 1033 erwachsene Einwohner, das Durchschnittsalter betrug 41,2 Jahre (41,1 Jahre für Männer und 41,3 Jahre für Frauen). Das Dorf bestand aus 359 Haushalten, wobei die durchschnittliche Anzahl der Mitglieder pro Haushalt 3,58 betrug.

## Bevölkerungsentwicklung
Die Bevölkerungsentwicklung des Dorfes gestalte sich seit 1948 folgendermaßen:
| 1948 | 1953 | 1961 | 1971 | 1981 | 1991 | 2002 | 2011 |
| ---- | ---- | ---- | ---- | ---- | ---- | ---- | ---- |
| 1328 | 1401 | 1448 | 1517 | 1474 | 1433 | 1287 | 1149 |

## Ethnische Gliederung
Die Bevölkerung Lipovicas bestand im Jahr 2002 zu 98,67 % aus Serben, zu 1,08 % aus Roma, zu 0,07 % aus Deutschen. Weitere 0,07 % machten keine Angaben zu ihrer ethnischen Zugehörigkeit.
| Ethnie      | Anzahl | Prozentwert |
| ----------- | ------ | ----------- |
| Serben      | 1270   | 98,67 %     |
| Roma        | 14     | 1,08 %      |
| Deutsche    | 1      | 0,07 %      |
| ohne Angabe | 1      | 0,07 %      |